# 1896 Беєр
1896 Беєр (1896 Beer) — астероїд головного поясу, відкритий 26 жовтня 1971 року чехословацьким астрономом Любошем Когоутеком. Названий на честь німецького астронома Артура Беєра.
Тіссеранів параметр щодо Юпітера — 3,512.